# Nikos Aliagas
Cet article possède des paronymes, voir Aliaga (homonymie).
Nikos Aliagas, né le 13 mai 1969 à Paris, est un journaliste, chanteur, animateur de radio et de television, acteur et photographe franco-grec.

## Biographie

### Famille, formation et débuts dans l'audiovisuel
Nikos Aliagas, de son vrai nom Nikólaos Aliágas (en grec : Νικόλαος Αλιάγας), est né le 13 mai 1969 à Paris de parents grecs. Son père, Andreas Aliagas (21 mai 1938 - 9 mai 2017), tailleur à Athènes, a émigré en France en 1964 et a rencontré Harula, infirmière à Londres, sur les barricades de mai 1968, cette dernière étant bloquée à Paris par les grèves. Andreas Aliagas se présente chez Guy Laroche et réalise les costumes d'Alain Delon dans le film Borsalino ou des tenues pour Christian Dior et Nina Ricci. Sa famille est originaire de Missolonghi et de Leucade – son grand-père y tient un café.
De 11 à 18 ans, Nikos Aliagas fait ses études secondaires dans une école publique qui propose aussi des cours de grec enseignés par des prêtres orthodoxes à Châtenay-Malabry ; ils lui enseignent notamment le grec ancien et le grec moderne, pour le cas où sa famille retournerait dans sa patrie. Il prend la nationalité française à 18 ans,. En 1985, il fait une apparition dans l'émission Croque vacances, vêtu d'un habit traditionnel grec.
Après le baccalauréat, il fait des études de lettres modernes à la Sorbonne. Pour payer ses études et sa chambre de bonne, il découpe les dépêches la nuit à Radio France internationale (1988). Après avoir obtenu une maîtrise de lettres modernes, il poursuit sur Radio Notre-Dame (1992) où il est « le seul présentateur orthodoxe ».
Il a une sœur cadette, Maria, qui est son assistante dans sa société de production.

### Carrière

#### 1993-2010
De 1993 à 1999, Nikos Aliagas est journaliste pour la chaîne européenne d'informations en continu Euronews qui cherche alors des journalistes polyglottes : il parle cinq langues (français, grec, espagnol, anglais et italien), et devient grand reporter politique. En parallèle, il présente le journal sur la chaîne TMC, sous le nom de Nicolas Aliagas. En 1998, la productrice Estelle Gouzi l'engage pour l'émission de Christine Bravo, Union libre. De 1998 à 2001, il est chroniqueur représentant la Grèce dans cette émission consacrée à l'Union européenne, présentée par Christine Bravo sur France 2. Il est en même temps présentateur, à Athènes, du journal télévisé de 20 h 30 d'Alter Channel (en). Étienne Mougeotte le fait venir sur TF1 pour présenter Star Academy depuis 2001.
En 2002, il coprésente Rendez-Vous des Stars aux Walt Disney Studios avec Flavie Flament à l'occasion de l'inauguration du parc Walt Disney Studios. En 2003 et 2004, il anime l'émission Rendez-vous, consacrée à la France, sur la chaîne de service public grecque NET. Il y reçoit notamment Zinédine Zidane et Johnny Hallyday.[réf. nécessaire] En 2004, il présente l'émission culturelle Ça donne envie, sur LCI. Il double également un personnage (Dennis) dans le film Bob l'éponge en 2005.
Il présente en 2005 Celebrity Dancing sur TF1.
Depuis 2007, il remplace Guillaume Lacroix à la présentation de 50 minutes inside, aux côtés de Sandrine Quétier.
En 2007, il interprète une reprise de L'Envie d'aimer et sort un album de reprises de chansons intitulé Rendez-vous (comprenant des duos avec Nolwenn Leroy, Paul Anka, Souad Massi, Murray Head, le fils de Leonard Cohen et des interprètes grecs tels que Élena Paparízou, la gagnante de l'Eurovision 2005), uniquement disponible en Grèce. Il monte régulièrement sur scène pour soutenir l'association « Tout le monde chante contre le cancer ». Star Academy ferme ses portes lors de sa 8e édition fin 2008. En août 2009, Nikos, à la suite de l'arrêt temporaire de Star Academy, rejoint NRJ pour présenter la matinale de la station, Le 6/9. Ses co-animateurs sont Mustapha El Atrassi et Florian Gazan
Il présente en 2009 2 heures de rire avec... sur TF1.
Il poursuit à la télévision avec 50 minutes inside sur TF1 (où il interviewe Lady Gaga, Brad Pitt, Angelina Jolie), les NRJ Music Awards qu'il présente chaque année depuis janvier 2009, quelques prime time importants, ainsi que Ça donne envie, sur LCI. En septembre 2009, il remplace pendant quelques jours Benjamin Castaldi, atteint de la grippe, à la présentation de Secret Story 3 (quotidiennes et un prime time). En décembre 2009, il présente Le Grand Duel des générations puis le magazine 120 minutes inside avec Sandrine Quétier, deux émissions diffusées en première partie de soirée sur TF1. Le 11 décembre 2009, il est en direct de Los Angeles au JT de TF1 pour donner des nouvelles de Johnny Hallyday.

#### Depuis 2010

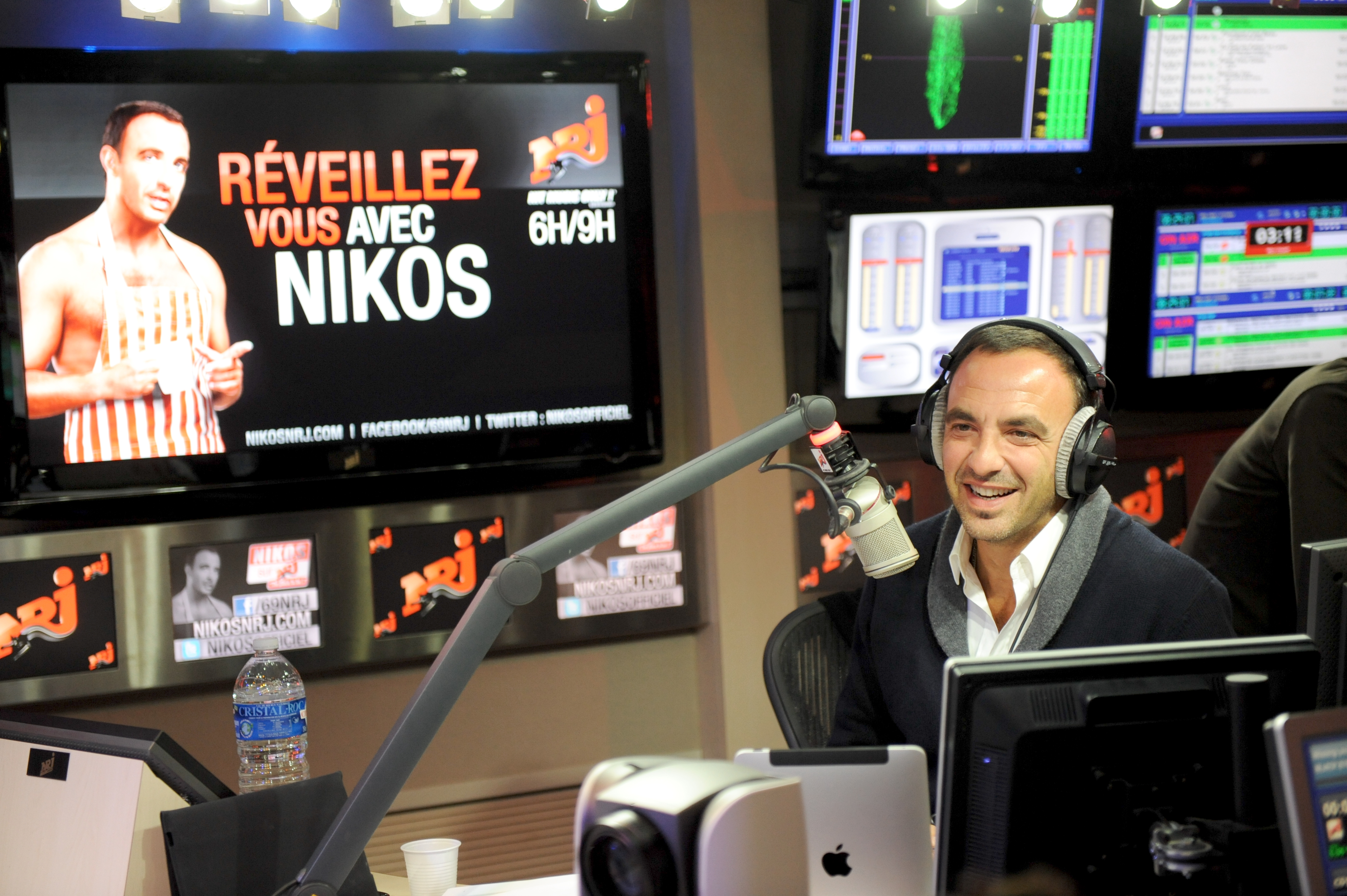
Nikos Aliagas, le 18 octobre 2010 durant le 6/9 d'NRJ.

En 2010, il présente en direct la dernière du spectacle Papa est en haut de Gad Elmaleh. À partir du 23 août 2010, il présente Le 6/9 d'NRJ, où, cette fois, il est accompagné de Mustapha El Atrassi et de Karine Ferri qui remplace Florian Gazan remercié par la radio.
En 2010, il présente en direct la dernière du spectacle Il était une fois... Franck Dubosc de Franck Dubosc.
En 2011, il double un personnage (Flamenco) dans le film Rio aux côtés de Karine Ferri et Nicolas Richaud. Le 30 juin 2011, il anime sa dernière émission du 6/9 sur NRJ. Et à la rentrée 2011, il se retrouve sur Europe 1 dans l'équipe de Bruce Toussaint. Il présente une rubrique « Culture » du lundi au vendredi, puis de 2012 à 2014 le week-end avec Benjamin Petrover. Passionné de musique et de rock, Nikos Aliagas chante sur scène avec ses amis du groupe de reprises « Bazooka Mandarine » dans la salle parisienne Petit Journal Montparnasse en novembre 2010, puis juin 2011,. En juillet 2011, il présente une émission spéciale consacrée au mariage d'Albert II et de Charlene Wittstock sur TF1 avec Jean-Claude Narcy, Sandrine Quétier, Denis Brogniart et Jean-Pierre Foucault. Du 10 octobre 2011 à 2018, il anime sur TF1 l'émission Après le 20h, c'est Canteloup, qui parodie les événements de la journée et des jours précédents avec Nicolas Canteloup comme imitateur. À partir du 25 février 2012, il présente le nouveau télé-crochet de TF1, The Voice : La Plus Belle Voix avec Virginie de Clausade, puis Karine Ferri dès la saison 2.
En septembre 2013, Nikos Aliagas se voit attribuer un timbre à son effigie en Grèce. La même année, il devient parrain de l’association Wheeling Around the World créée par Alexandre Bodart Pinto.
À partir de 2014, il présente sur Europe 1 l'émission Sortez du cadre le samedi de 11 h à 12 h 30. En juin 2016, l'émission prend fin.
En 2015, il participe à la campagne pour le oui au référendum grec.
Entre 2015 et 2017, il travaille pour Paris Match.
En 2016, il présente De quoi j'ai l'air ?, une heure d'entretien avec un invité en semaine sur Europe 1. En 2017, l'émission est déplacée le soir.
Il présente en 2017 Cette soirée là, la suite sur TF1[réf. nécessaire]. La même année, il présente le concert hommage One Love Manchester sur TMC. Depuis octobre 2017, il publie chaque semaine un portrait de star en page 2 du magazine Gala sous la rubrique Photos confidences.
À partir de 2018, sa partenaire Sandrine Quétier ayant quitté la télévision, il anime seul l'émission 50 minutes inside. Côté radio, à la rentrée 2018, il remplace Thomas Sotto sur la matinale d'Europe 1. Il y reste un an. Il quitte la radio pour se consacrer à ses enfants,.
Après avoir réalisé une interview (en français) du Président Emmanuel Macron pour la télévision grecque ERT, il est un des deux commentateurs officiels (en grec) en tribune pour la télévision du défilé militaire du 25 mars 2021 célébrant le bicentenaire du début de la guerre d’indépendance grecque à Athènes. Dans son commentaire, il salue par quelques mots en français Florence Parly, ministre française des Armées, représentant la France à cette cérémonie.
En octobre 2022, Nikos Aliagas reprend la présentation de la Star Academy pour une dixième saison sur TF1.

### Vie privée
Le 29 novembre 2012, sa compagne Tina Grigoriou, psychologue d'origine grecque qui vit à Londres, donne naissance à une fille, Agathe, puis à un garçon, Andréas, le 5 octobre 2016.

## Décorations
- Officier de l'ordre des Arts et des Lettres (2021)[34] ; chevalier (2007).

## Synthèse artistique et médiatique

### Publications
Nikos Aliagas est l'auteur des livres suivants :
- Allez voir chez les Grecs, éd. Jean-Claude Lattès, 2003, 250 pages.
- Carnet de route d'un immigré, 2007 (en Grèce uniquement)
- Nikos Now, 2011
- Ce que j'aimerais te dire, 2014
- L'Épreuve du temps, Éditions La Martinière, 2018[35]
- Le Spleen d'Ulysse, Éditions de La Martinière, 2023, 160 p.  (ISBN 9791040115694)
- L'Esprit grec / Το ελληνικό πνεύμα : Mes apophtegmes essentiels (trad. revues et amendées par Laure de Chantal pour le grec ancien et Dorian Flores pour le grec moderne, ill. Nikos Aliagas (photographies)), Paris, Les Belles Lettres,‎ 2024, 240 p. (ISBN 9782251455464)

### Expositions photographiques
- 2023 :
  - Regards Vénitiens, au Palazzo Vendramin Grimani (4 février-26 novembre 2023)
  - Le Spleen d’Ulysse, à l'abbaye de Jumièges (8 juin-31 octobre 2023)[36]
- 2019 : Missolonghi, la ville de mes ancêtres, au musée des Beaux-Arts de Bordeaux (19 juin-20 octobre 2019)
- 2018 :
  - The Work of Time à la galerie Quai Antoine 1er Gallery à Monaco lors de PhotoMonaco2018[37] du 5 au 8 avril 2018
  - Nikos Aliagas, l’Épreuve du temps, au musée Diexodos[38] de Missolonghi en Grèce du 17 mars au 29 avril 2018
  - Nikos Aliagas, l’Épreuve du temps, à l'abbaye de Villers-la-Ville en Belgique, du 20 janvier au 28 avril 2018[39].
- 2017 :
  - Nikos Aliagas, l’Épreuve du temps, au Palais Brongniart à Paris en France[40]
  - Nikos Aliagas, Âmes grecques chez Art22Gallery à Bruxelles en Belgique[41]
  - Les Journées de l’Art-Bre à Roquebrune-Cap-Martin en France[42]
  - CréativeImagelab - Festival international de la photographie de Arles à Arles en France[43]
- 2016 :
  - Nikos Aliagas, Corps et âmes à la Conciergerie du 24 mars au 22 mai 2016[44]
  - Mémoires de Mains - Galerie Guillaume à Paris en France
  - Nikos Aliagas, Corps et âmes au fort Saint-André à Villeneuve-lès-Avignon en France[45]
  - Nikos Aliagas, Âmes grecques chez Photo 12 Galerie à Paris en France
  - L’Épreuve du temps à Photo DocksArtFair - Lyon en France[46]
- 2015 : Moments suspendus chez Atlantis Télévision à Boulogne-Billancourt en France[47]
- 2012 : Nikos Now chez Studio Harcourt à Paris en France[48]

### Filmographie (acteur)

#### Cinéma
- 2009 : 8th Wonderland, de Nicolas Alberny et Jean Mach : un journaliste grec
- 2012 : Stars 80 de Frédéric Forestier et Thomas Langmann : lui-même
- 2013 : Turf de Fabien Onteniente : lui-même
- 2014 : Le Rêve d'Icare de Costa Natsis : un pope orthodoxe (sortie en salles du téléfilm de 2005)
- 2018 : Tamara Vol.2 de Alexandre Castagnetti : lui-même
- 2018 : Mme Mills, une voisine si parfaite de Sophie Marceau : lui-même (voix seulement)

#### Télévision
- 2009 : R.I.S Police scientifique épisode "People" : on le voit sur un écran de télévision présenter 50 minutes inside avec Sandrine Quétier.
- 2009 : Facteur chance, téléfilm de Julien Seri. Il apparaît pour dire : tapez 1 pour... tapez 2 pour... tapez 3 pour...
- 2012 : Nos chers voisins fêtent Noël : le patron de Karine
- 2020 : Pourquoi je vis, téléfilm de Laurent Tuel : Lui-même
- 2020 : I love you coiffure, téléfilm de Muriel Robin : Patrick (sketch L'Addition)
- 2022 : Ils s'aiment...enfin presque !, téléfilm de Hervé Brami : le photographe du mariage
- 2022 : Tous Inconnus, téléfilm de Nicolas Hourès : lui-même
- 2023 : Je te promets, série de Brigitte Bémol et Julien Simonet : lui-même
- 2024 : Panique au 31 de Gaël Leforestier : lui-même

#### Doublage
- 2004 : Bob l'éponge, le film : Dennis[49]
- 2011 : Rio : Flamenco, le flamant rose[50]
- 2016 : Ratchet et Clank : Nikas Aliagos[51]
- 2016 : Mariage à la grecque 2 : Nick Portokalos (Louis Mandylor)

### Discographie
- 2007 : Nikos Aliagas & Friends : Rendez-Vous

### Parcours à la radio
- 2006 : sociétaire des Grosses Têtes sur RTL
- 2009-2011 : animateur du 6/9 de Nikos sur NRJ
- 2011-2012 : chroniqueur dans la matinale de Bruce Toussaint sur Europe 1
- 2012-2013 : chroniqueur dans l'émission Les Incontournables avec Benjamin Petrover sur Europe 1
- 2014-2016 : animateur de l'émission Sortez du Cadre sur Europe 1
- 2016-2017 : animateur de l'émission De quoi j'ai l'air ? le samedi sur Europe 1
- 2017-2018 : animateur de l'émission En balade avec le dimanche sur Europe 1
- 2018-2019 : animateur de Deux heures d'info sur Europe 1

### Émissions de télévision
- 1993 - 1999 : Le Journal puis La Météo, sur Monté-Carlo TMC
- 1998 - 2001 : Chroniqueur d'Union libre de Christine Bravo, sur France 2
- 1999 - 2001 : Le journal de 20h30, sur la chaîne de télévision grecque Alter
- 2001 - 2008 puis depuis 2022 : Star Academy, sur TF1
- 2002 - 2003 : La Fureur sur TF1
- 2002 : Rendez-vous des stars au Walt Disney Studios, avec Flavie Flament sur TF1
- 2002 : Le couple idéal sur TF1
- 2002 : Défis de stars sur TF1
- 2003 - 2004 : Rendez-Vous, sur la chaîne de télévision grecque NET
- 2003 : Rêve d'un soir sur TF1
- 2003 : Eurobest sur TF1 : coprésentation avec Estelle Lefébure
- 2004 - 2010 : Ça donne envie, sur LCI
- 2004 : Worldbest sur TF1 avec Estelle Lefébure
- 2004 : Chantons ensemble contre le sida sur TF1
- 2004 : Star Academy au Parc des Princes sur TF1, avec Valérie Bénaïm
- 2005 : Celebrity Dancing sur TF1
- 2005 : 120 minutes de bonheur sur TF1, avec Arthur, Jean-Pierre Foucault, Julien Courbet et Jean-Luc Reichmann
- 2006 : Dans la peau d'un chanteur sur TF1
- 2006 : À prendre ou à laisser sur TF1 : invité
- 2007 - 2023 : 50 minutes inside avec Sandrine Quétier (jusqu’en 2017) sur TF1
- 2007 : Grégory, la voix d'un ange sur TF1
- 2007 : Céline sur TF1
- Depuis 2009 (sauf en 2022) : NRJ Music Awards, sur TF1
- 2009 : Mickey Star sur TF1
- 2009 : Petites stars, le grand soir avec Christine Bravo sur TF1
- 2009 : Johnny au Stade de France sur TF1
- 2009 et 2012 : Secret Story, en remplacement de Benjamin Castaldi
- 2009 : Le Grand duel des générations sur TF1
- 2009 - 2010 : 2 heures de rire avec… sur TF1
- 2010 : Papa est en haut (le spectacle de Gad Elmaleh) sur TF1
- 2010 - 2012 : Génération 80 ; 90 ; 2000 ; Tubes de toujours, avec Liane Foly, sur TF1
- 2010 - 2021 : Toute la musique qu'on aime sur TF1
- 2010 : Totalement inGERRAble sur TF1, avec Laurent Gerra
- 2010 : Il était une fois... Franck Dubosc sur TF1
- 2010 : Les stars se dépassent pour ELA sur TF1
- 2010 - 2012 : Les 500 choristes sur TF1
- 2011 - 2023  : La chanson de l'année sur TF1
- 2011 : Carte blanche à Anne Roumanoff sur TF1
- 2011 - 2018 : C'est Canteloup, sur TF1
- Depuis 2012 : The Voice, la plus belle voix sur TF1, avec Virginie de Clausade (2012), Karine Ferri (2013-2021) et Anaïs Grangerac (depuis 2025)
- 2014 : Grégory Lemarchal, une voix d'ange depuis 10 ans sur TF1, avec Karine Ferri
- Depuis 2014 : The Voice Kids sur TF1 , avec Karine Ferri  (2014-2025),
- 2015 : Les 20 ans des "Enfants de la télé" sur TF1 avec Arthur
- 2016 : 19h Live sur TF1
- 2017 : Cette soirée là, la suite sur TF1 (voix off)
- 2017 : One Love Manchester sur TMC avec Bénédicte Le Chatelier et Guillaume Stanczyk
- 2017 : Grégory Lemarchal, 10 ans après l'histoire continue sur TF1, avec Karine Ferri
- 2017 : Michel Berger, 25 ans déjà : l'hommage symphonique sur TF1
- 2017 : Danse avec les stars : coanimation d'un épisode avec Sandrine Quétier sur TF1
- 2018 : Goldman, 40 ans de chansons sur TF1
- 2018 : Le bal du 14 juillet sur TF1
- Depuis 2018 : La chanson secrète, sur TF1
- 2018 : Le match des anciens joueurs de l'équipe de France avec Denis Brogniart, sur TF1
- 2019 : Les Enfoirés jouent le jeu, sur TF1 (à l'occasion des 30 ans de la troupe)
- 2019 : L'avant-show du spectacle de Kev Adams Sois 10 ans en direct sur TF1
- 2020 : Le Grand concert de l'été sur TF1
- 2021 : Interview d'Emmanuel Macron sur ERT
- 2021 : Cérémonie officielle des 200 ans de l'indépendance, sur ERT
- 2021 : Star Academy - Les 20 ans sur TF1
- 2023 : Tous avec les Bleus, le concert événement présenté avec Isabelle Ithurburu sur TF1
- 2024 : Le Grand feu d’artifice sur TF1 avec Soprano
- 2025 : C'est Canteloup, sur TF1, en remplacement d’Hélène Mannarino
- 2025 : Merci Dorothée ! sur TF1